# ホテルイタリア軒
ホテルイタリア軒（ホテルイタリアけん）は、新潟県新潟市中央区西堀通七番町にあるホテル（シティホテル）である。NSGグループの株式会社イタリア軒が運営を行っている。

## 概要
1874年（明治7年）に来日したイタリア人・ピエトロ・ミリオーレにより創業された西洋料理店であり、日本最古のイタリア料理店として古くから市民に親しまれてきたレストランの一つである。太宰治の『みみずく通信』にも登場する。
1970年代よりホテル業に事業拡大し、1976年（昭和51年）5月から現在に至るまで「ホテルイタリア軒」として営業している。2014年にNSGグループの傘下に入り、伝統の洋食への回帰と地場食材との融合を進めながら、新潟の食文化の発信にも努めている。

## 沿革

### 創業
ピエトロ・ミリオーレ（新潟では「ミオラ」または「ミヨラ」とも呼ばれた）は、1874年（明治7年）に来日したフランス人スリエによる曲馬団一行の賄い方（コック）であったが、新潟での興行中に病気で倒れ、一行から取り残された。これを憐れんだ当時の県令・楠本正隆は、ミリオーレに資金を援助して牛肉小売店を開かせた。これは楠本正隆による文明開化政策の一環でもあった。
その後ミリオーレの牛肉店は繁盛し、移転を重ねるとともに西洋料理、牛乳配達業を兼ねて発展していくが、1880年（明治13年）の新潟大火により焼失してしまった。そこでミリオーレは西堀通の現在地に二階建ての瀟洒な洋館を建設し、翌年にはイタリヤ軒（のちイタリア軒と改称）と名づけて本格的西洋料理店を新装開店させた。この洋館の西洋料理店は人びとの人気を集め、「新潟の鹿鳴館」と称されるほどであった。
ミリオーレは晩年帰国の思いを強め、1906年（明治39年）にはイタリア軒を新設の会社組織に売却して一時イタリアに帰国するが、翌年再び来日して新潟に住んだ。しかし1912年（明治45年）には再度帰国の途につき、1920年（大正9年）11月にイタリアのトリノでこの世を去った。

### ホテル業への事業拡大
1963年（昭和38年）7月、新潟放送 (BSN) が株式と経営権を取得してBSNグループ傘下となり、1973年（昭和48年）暮れから事業拡大の一環でホテルへの転換を進め、1976年（昭和51年）5月から現在の「ホテルイタリア軒」として営業を開始。1979年（昭和54年）4月にはホテルニューオータニと業務提携を締結し、グループホテルの一つとなった（のちにアソシエイトホテルへ指定変更）。
BSNは半世紀に亘ってイタリア軒の運営を担ってきたものの、2013年（平成25年）3月期の売上高は約11億9000万円で800万円の経常損失を計上したほか、同年11月時点で約7億円の債務超過を抱えるなど、売り上げを低迷させた。このためBSNはイタリア軒からの事業撤退を決定し、2014年（平成26年）1月14日、保有する全株式308万株をNSGグループの投資会社、NSGホールディングスに同年4月1日付で売却することで合意に至った。

### NSGグループによるリニューアル
2014年3月にNSGグループの経営陣が投入されると、宴会場の改装を皮切りに、最上階のレストランバーが披露宴会場に改修され、ブライダルサロンが新設された。さらに、2015年4月には、2階の中華レストラン、会員制バーの改装が行われ、同年7月には、1階のリストランテ・マルコポーロをリニューアルオープンさせ、9月には2階に「西洋料理ローザ」をオープンさせた。さらに、フロントとロビーの改装も行われ、一連のリニューアルを終えた。
さらに、2018年4月に井東昌樹が代表取締役社長に就くと、同年5月に新コンセプト「食と文化の発信基地」を発表。伝統の洋食への回帰と地場食材との融合を進めながら、新潟の食文化を発信する役割を担うことを掲げた。具体的には、「食の発信基地」としては、季節により阿賀野市、佐渡市、村上市、魚沼市産などの食材とコラボしたメニューを提供するとともに、スーベニア（ギフト）ショップを併設することで、そうした地域食材や製品が購入できるようになっている。

## ホテルの特徴
総客室数82室を擁し、宴会場は大宴会場「サンマルコ」をはじめ中宴会場7、和室宴会場2、神前結婚式場1の計11室の宴会場、和洋中のレストランやバー、カフェなど計5店舗の飲食店を備える。

### 宴会場
- 大宴会場 サンマルコ（3階）
- 中宴会場 ゴンドリーナ（12階）
- 中宴会場 トリノ（5階）
- 小宴会場 ジェノヴァ・フィレンツェ（5階）
- プライベートルーム／和風宴会場 佐渡（12階）
- ミーティングルーム プレシア（5階）
- ミーティングルーム 朱鷺・雪・柳（4階）
- 予約制レストラン・宴会場 ROSA（2階）
- 会議室 ヴェネツィア・ローマ（11階）

### レストラン

#### リストランテ マルコポーロ
ホテル1階。朝食はビュッフェスタイル、ランチやディナーは洋食メニューが主体のレストラン。

#### 割烹 蛍
ホテル正面玄関の向かいにある数寄屋造りの別館で営業。塀に囲まれた枇杷茶色の数奇屋造りの建物。

#### すし柳美
古町通8番町に位置する。総席数23席。

## ホテル外店舗
新潟市北区の新潟競馬場内に、常設のレストランと売店を各1店舗出店している。NiLSスタンド3階の「レストラン イタリア軒」では、和食・洋食を中心としたメニューを提供している。アイビススタンド3階の売店は、新発田市の「和食堂 大松」と共同で出店しており、イタリア軒は主に洋食を提供している。
この他、新潟県内で開催されるイベントに臨時売店を出店している。このうちプロスポーツイベントでは、2009年（平成21年）からHARD OFF ECOスタジアム新潟にて開催されるプロ野球公式戦のうち、新潟放送・新潟日報社が主催・共催するカードの際に出店している他、2012年（平成24年）からはデンカビッグスワンスタジアムにて開催されるアルビレックス新潟のホームゲームの際に出店している。

## その他
2004年（平成16年）8月1日、イタリア軒の創業130周年記念の一環でレトルト食品「柳都にいがた イタリア軒物語」を発売した。カレー・ハヤシ・ミートソースの3種で、新潟県内のスーパーや土産品店などで発売している。パッケージは新潟市出身のイラストレーター・玉井一利が手掛けている。